# Anabioz
Anabioz es una banda rusa de folk metal/doom metal formada en el 2003, en Bashkortostan, es considerado uno de los grupos del folk metal prestigiados en su país y uno de los más emblemáticos, gracias a su debut de su primer álbum de estudio titulado "Through Darkness" del 2008, que recibió críticas positivas de las discográficas independientes en Rusia.
Sus canciones son cantadas en inglés y ruso.

## Integrantes

### Formación actual
- Anton Zhukov "Jazzdeath" - vocalista, bajo
- Olga "Ravenlark" - vocal de apoyo, violín
- Danil Mokrov - guitarra
- Damir "Mystic" - guitarra
- Aleksandr "Posox" - batería

### Exintegrantes
- Sergey - vocal
- Evgeniy - guitarra
- Stas - guitarra
- Shamil - batería
- Dmitry- bajo

## Discografía

### Álbumes de estudio
- 2008: "Through Darkness" (CD-Maximum)
- 2010: "...To Light"' (Molot Records)
- 2014: "There the Sun Falls" (Sound Age Prodictions)